# 花卉世界站
花卉世界站是佛山地铁2号线的一个车站，位于中国广东省佛山市顺德区佛陈路芳华大道口的地底。车站于2021年12月28日随佛山地铁2号线一期开通而启用。

## 车站结构

### 车站楼层
本站共有二层，地面为车站各出入口，周边为佛陈路、陈村花卉世界正门；地下一层为站厅；地下二層為2號綫站台。另外目前車站亦已為6號線預留部分結構。
| 地下一层 | 站厅                 | 售票機、客服中心、商店、警务室、安检设施 |  |  |
| 地下二层 | 2 站台               | █2号线 南庄方向 （下站：登洲）           |  |  |
|          | 岛式站台             |                                          |  |  |
|          | 1 站台               | █2号线 广州南站方向 （下站：仙涌）       |  |  |
| 地下三层 |                      | 預留 █6号线                              |  |  |
|          | 預留島式站台部分結構 |                                          |  |  |
|          |                      | 預留 █6号线                              |  |  |

### 车站主题
本站是二号线一期的其中一个特色主题车站。车站将佛山市花白兰花花瓣和花朵盛开的造型融入柱子和天花吊顶中，可让乘客提前感受花卉世界的芬芳。

### 站台
本站2号线设有一个岛式站台，位于佛陈路的地底。本站卫生间设于站台往南庄方向的一端。本站东侧设有一组双存车线，当台风来袭需要停运露天段時，2号线南庄站开出的所有列車將在本站折返，以本站為臨時總站。

### 出入口
本站设有3个出入口供乘客进出。
|                                           |                                                       |      |          |                        |
| 編號                                      | 无障碍设施                                            | 图片 | 出口指示 | 建議前往的目的地       |
| A                                         | 盲道标志 · 扶手电梯标志                               |      | 佛陈路   |                        |
| B                                         | 盲道标志 · 无障碍通道标志 · 升降机标志 · 扶手电梯标志 |      | 佛陈路   | 花卉世界公交站（东行） |
| C                                         | 盲道标志 · 扶手电梯标志                               |      | 佛陈路   | 花卉世界公交站（西行） |
| 註： 設有 \| 設有 \| 設有 \| 設有扶手電梯 |                                                       |      |          |                        |

## 接驳交通
本站附近设有花卉世界公交站。
| 公交 \| 编号 \| 编号 \| 线路 \| 线路 \| 线路 \| 收费 \| 备注 \| \| ---- \| ---------- \| ---------------- \| ---- \| --------------- \| ----- \| ---- \| \| \| 127 \| 火车站（江边村） \| ⇆ \| 绀村总站 \| 2元 \| \| \| \| 352 \| 陈村大桥（北） \| ⇆ \| 登洲 \| 2元 \| \| \| \| 806 \| 惠云园公交首末站 \| ⇆ \| 碧桂园·印象花城 \| 2–3元 \| \| \| \| 831 \| 千灯湖公交总站 \| ⇆ \| 广珠城轨碧江站 \| 2–3元 \| \| \| \| 禅城－顺德 \| 佛山城巴总站 \| ⇆ \| 顺德客运总站 \| 2–9元 \| \| |            |                  |      |                 |       |      |
| 编号 | 编号       | 线路             | 线路 | 线路            | 收费  | 备注 |
| | 127        | 火车站（江边村） | ⇆    | 绀村总站        | 2元   |      |
| | 352        | 陈村大桥（北）   | ⇆    | 登洲            | 2元   |      |
| | 806        | 惠云园公交首末站 | ⇆    | 碧桂园·印象花城 | 2–3元 |      |
| | 831        | 千灯湖公交总站   | ⇆    | 广珠城轨碧江站  | 2–3元 |      |
| | 禅城－顺德 | 佛山城巴总站     | ⇆    | 顺德客运总站    | 2–9元 |      |

## 未来发展
规划中的6号线将设有花卉世界站，与2号线换乘。6号线車站主體位於芳华大道佛陈路口，陈村花卉世界内的地底。
2號線建設時已預留通往6号线站台的换乘节点。待6號線車站主體部分續建完成和開通後，車站换乘節點以及6號線站廳和月台都將會啟用，乘客可在本站换乘兩線。
6號線將設有一個島式月台，位於2號線月台的下層，與2號線月台組成一個倒转的「T」字型。現時2號線月台中部已預留位置，未來將增设樓梯連接至地下三層的6號線月台。另外車站路轨亦已作出预留，可供未来在东北象限設置2號線和6號線的聯絡線。